# Harsefeld Tigers
Die Harsefeld Tigers sind die Eishockey-Abteilung des TuS Harsefeld. Heimstätte ist die Eissporthalle im niedersächsischen Harsefeld.

## Geschichte
Der Stammverein TuS Harsefeld wurde im Jahr 1903 gegründet und umfasst heute die Abteilungen Turnen, Fußball, Handball, Leichtathletik, Tischtennis, Integrationssport, Schwimmsport, Volleyball, Judo, Badminton, Tennis, Eishockey, Eiskunstlauf, Eisstockschießen, Sportkegeln, Rollsport, Skilaufen, Basketball und Tanzsport. Die Eissportabteilung wurde 1979 mit der Fertigstellung der neuen Eissporthalle eröffnet, zunächst mit den Sektionen Eislaufen und Eisstockschießen. 1980 wurde die Gründung einer Eishockeymannschaft beschlossen, welche im November desselben Jahres ihr erstes offizielles Spiel absolvierte.
In der Saison 1983/84 wurden die Harsefeld Tigers Meister der Landesliga Niedersachsen und stiegen damit erstmals viertklassige Regionalliga Nord auf. Dort belegte die Mannschaft in der Saison 1985/86 den sechsten Platz und musste damit in der Qualifikationsrunde um den Klassenerhalt spielen, wo sie die Spielzeit als Fünfter abschloss. Im folgenden Jahr erreichte das Team den achten  und verpasste nach dem vorletzten Tabellenrang in der Qualifikationsrunde den erneuten Klassenerhalt. In der Saison 1989/90 erreichten die Harsefeld Tigers die Qualifikationsrunde zur Regionalliga Nord, der fünfte und letzte Platz berechtigte jedoch nicht zum Aufstieg, ebenso wenig wie der sechste Platz im Jahr Saison 1992 und der fünfte Rang 1993.
Erst 1998 qualifizierte sich der TuS Harsefeld wieder für die viertklassige Regionalliga Nord/Ost, wo er in der Saison 1998/99 den vierten Platz unter sieben teilnehmenden Mannschaften belegte. 2000 beendeten die Tigers die Spielzeit auf dem zweiten Platz und erreichten damit die  Qualifikationsrunde für die Oberliga Nord, verpassten jedoch den Aufstieg in die dritthöchste Liga. Im folgenden Jahr belegte der Club den achten Platz der Regionalliga. Anschließend starteten die Harsefeld Tigers im Regional-Cup, wo sie in Gruppe 2 den zweiten Platz von fünf Teilnehmern belegten und somit weiterhin für die Regionalliga Nord/Ost qualifiziert waren.
In der Saison 2001/02 erreichte die Mannschaft nur Platz 10. In der anschließenden Relegationsrunde zur Regionalliga Nordost belegte der TuS nur den vierten und damit vorletzten Platz, was den sportlichen Abstieg bedeutete. Daraufhin starteten die Harsefeld Tigers in der Saison 2002/03 in der Gruppe A der Verbandsliga Nord und erreichten dort den zweiten Tabellenplatz. I der anschließenden Qualifikationsrunde zur Regionalliga Nord qualifizierten sich die Tigers für die Regionalliga. Zudem startete die Mannschaft im Verbandspokal, schieden allerdings in der ersten Runde beim ESC Wedemark aus.
In der Saison 2003/04 starteten die Harsefeld Tigers in der Regionalliga Nord. Zudem gewannen die 1b-Junior-Tigers die Meisterschaft in der Niedersachsenliga. 2005 stieg die Erste Mannschaft wieder aus der Regionalliga ab und beendeten die folgende Spielzeit als viertbestes Team der Verbandsliga Nordost. In der Saison 2006/07 belegten die Tigers allerdings nur den 13. und letzten Platz, während die 1b-Mannschaft die Meisterschaft der Landesliga Nord feiern konnte. Für die Saison 2007/08 gab Vereinsführung gab als Ziel der Ersten Mannschaft das Erreichen eines Platzes im oberen Tabellenbereich aus. Die 1b-Mannschaft verteidigt indessen frühzeitig den Meistertitel der Landesliga Nord.
In der Saison 2008/09 traten die Harsefeld Tigers erneut in der Verbandsliga Nord an und schlossen die Saison auf dem fünften Tabellenplatz ab. Die Zweite Mannschaft, die 1b Junior-Tigers, erreichte den dritten Tabellenplatz der Landesliga Nord. In der Saison 2008/09 wurde seit langem auch wieder eine Junioren-Mannschaft unter dem Namen Young Tigers gemeldet, die in der Junioren-Niedersachsenliga antrat und am Ende unter neun Teilnehmern den siebten Tabellenplatz belegte. Die 1c-Mannschaft spielen ebenfalls in der Landesliga Nord, während das 1d-Team, die Tiger-Enten, hingegen nur als Hobbymannschaft zu Freundschaftsspielen antreten, ebenso wie die Kleinstschüler-, Kleinschüler, Knabenmannschaften des Vereins. Die Schülermannschaft tritt in einer Spielgemeinschaft mit den Crocodiles Hamburg an. Außerdem existierte eine Inlinehockey-Mannschaft mit dem Namen Rolling Tigers.
In der Saison 2011/12 traten die Harsefeld Tigers wie in der Vorsaison in der Regionalliga Nord, der aktuell vierthöchsten Spielklasse im deutschen Eishockey, an und erreichten Platz 9, was nicht zum sportlichen Klassenerhalt reichte. Nachdem in der Saison 2012/13 die Tigers in der – fünftklassigen – Verbandsliga Nord spielten, spielte die Mannschaft in der Saison 2013/14 durch die Zusammenlegung der Regionalliga und der Verbandsliga wieder in der Regionalliga Nord. 2016 zog man sich aus der Regionalliga in die wieder gegründete Verbandsliga zurück. Nach einer Aufstockung der Regionalliga Nord ist Harsefeld in der Saison 2018/19 wieder für die Regionalliga spielberechtigt.

## Spielstätte

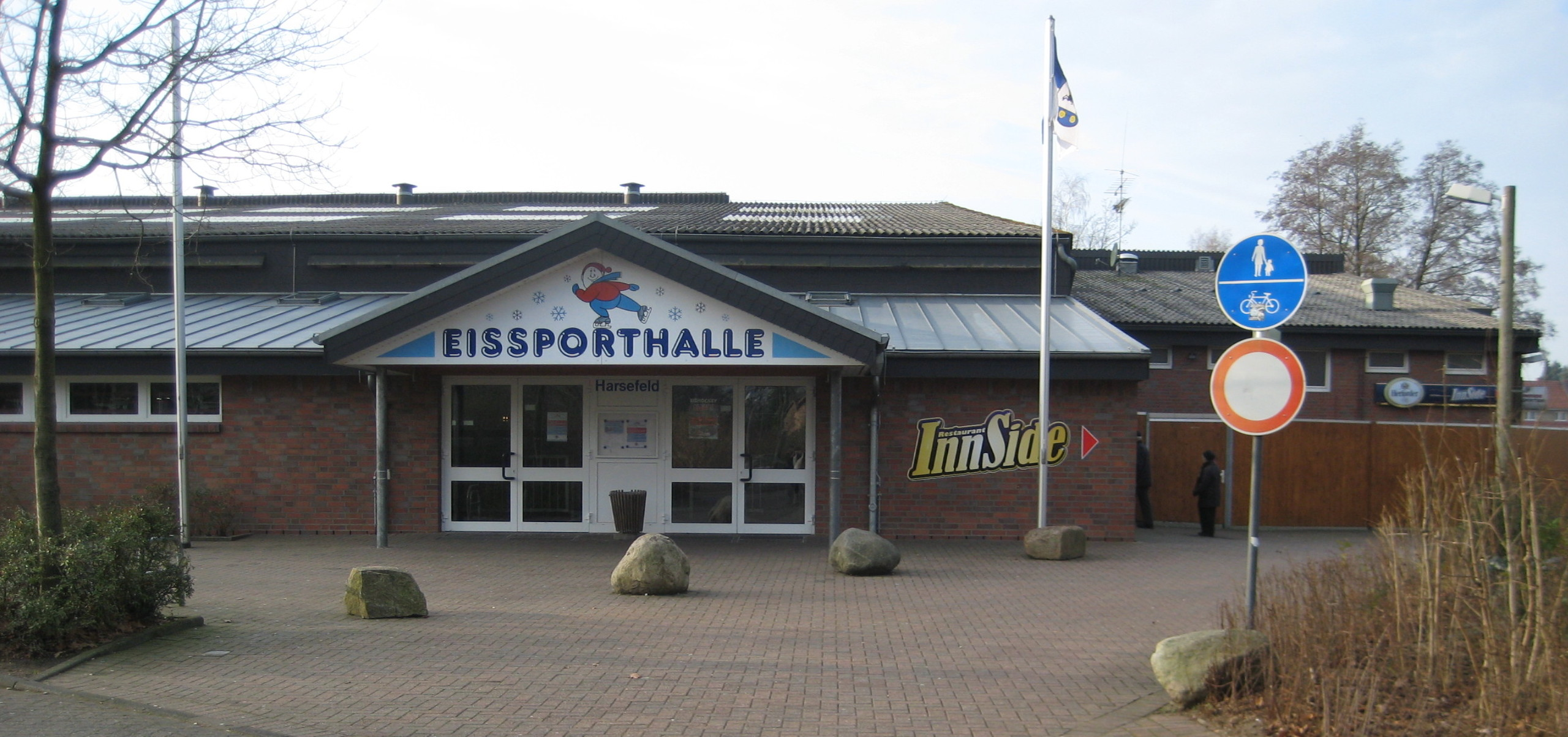
Eissporthalle Harsefeld

Ihre Heimspiele tragen die Mannschaften des TuS Harsefeld in der Eissporthalle Harsefeld aus. Das Stadion wurde 1979 errichtet und besitzt eine Kapazität von 1.200 Plätzen. Neben der Eishockeyabteilung wird die Halle auch für Eislauf und Eisstockschießen im TuS Harsefeld genutzt. Außerdem ist die Eishalle in der Wintersaison für den Publikumslauf geöffnet.

## Platzierungen
| Saison  | Liga  | Platzierung |
| ------- | ----- | ----------- |
| 1983/84 | LLNS  | 1. Platz    |
| 1984/85 | LLNS  | 5. Platz ↑  |
| 1985/86 | RL    | 6. Platz    |
| 1986/87 | RL    | 8. Platz    |
| 1987/88 | LLNS  | 8. Platz    |
| 1988/89 | NSL   | 4. Platz    |
| 1989/90 | NSL   | 5. Platz    |
| 1990/91 | NSL   | 4. Platz ↑  |
| 1991/92 | VLN/O | 6. Platz    |
| 1992/93 | VLN/O | 5. Platz    |
| 1993/94 | VLN/O | 6. Platz    |
| 1994/95 | VLN/O | 3. Platz    |

| Saison  | Liga  | Platzierung |
| ------- | ----- | ----------- |
| 1995/96 | VLN/O | 4. Platz    |
| 1996/97 | VLN/O | 3. Platz    |
| 1997/98 | VLN/O | 2. Platz ↑  |
| 1998/99 | ?     | ?           |
| 1999/00 | RL    | 2. Platz    |
| 2000/01 | RL    | 8. Platz    |
| 2001/02 | RL    | 10. Platz   |
| 2002/03 | VLN   | 2. Platz ↑  |
| 2003/04 | RL    | 4. Platz    |
| 2004/05 | RL    | 5. Platz    |
| 2005/06 | VLN   | 5. Platz    |
| 2006/07 | VLN   | 5. Platz    |

| Saison  | Liga | Platzierung |
| ------- | ---- | ----------- |
| 2007/08 | VLN  | 3. Platz    |
| 2008/09 | VLN  | 3. Platz    |
| 2009/10 | VLN  | 2. Platz ↑  |
| 2010/11 | RL   | 6. Platz    |
| 2011/12 | RL   | 9. Platz    |
| 2012/13 | VLN  | 4. Platz ↑  |
| 2013/14 | RL   | 9. Platz    |
| 2014/15 | RL   | 9. Platz    |
| 2015/16 | RL   | 4. Platz    |
| 2016/17 | VLN  | 4. Platz    |
| 2017/18 | VLN  | 4. Platz    |
| 2018/19 | VLN  | 3. Platz ↑  |